# 岡山壽天宮
22°47′53″N 120°17′28″E / 22.798146°N 120.291003°E
岡山壽天宮，是位於臺灣高雄市岡山區壽天里的媽祖廟，乃壽天里、岡山里、平安里與維仁里四個里的公廟。

## 廟宇沿革

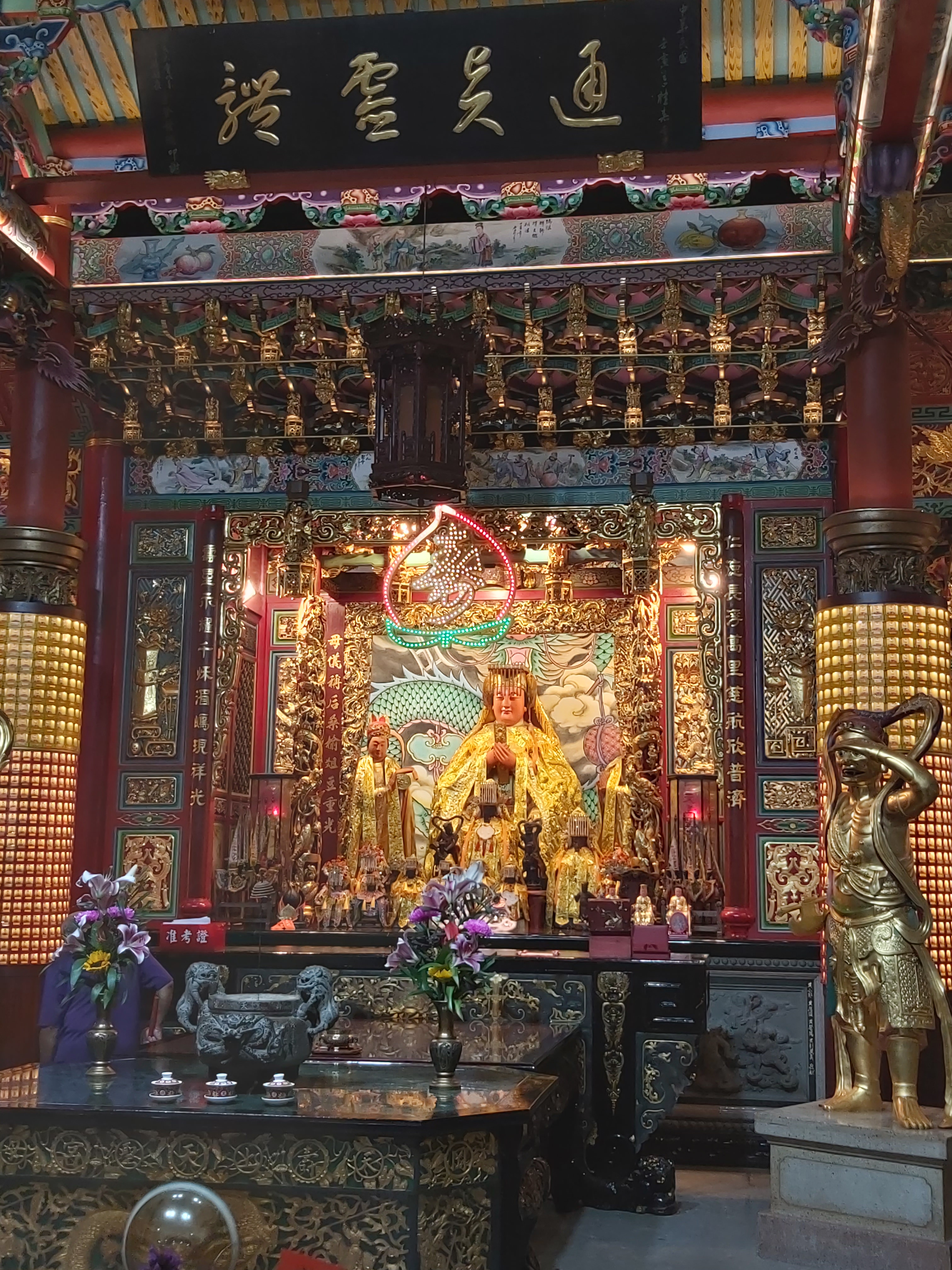
岡山壽天宮正殿媽祖

### 清治時期
一說創建於康熙五十一年（1712年）。乾隆四十一年（1776年）重建於今岡山平和路、維仁路交叉路口。廟前立有築岸序石碑，至嘉慶三年（1798年）由黃協記、吳隆興募建屋八間，隔年嘉慶四年（1799年）設置阿公店公斗。
另一說是嘉慶三年（1798年）建，道光四年（1824年）重修，見《鳳山縣采訪冊》：「一在阿公店街（仁壽），縣北四十里，屋八間（額『壽天宮』），嘉慶三年黃協記、吳隆興募建，道光四年黃洽泉董修。租糖一千斤。」

### 日治時期
1930年夏，大雨氾濫，地處低漥的此廟受害尤烈，由庄長楊縛帶領街民疏導溝渠，順利引洩洪水，再擴建廟殿。1937年，以阿公店溪的整治與整修街道為由，此廟被拆除，部份神像暫奉於警悟禪寺。

### 戰後時期
地方紳達楊縛、吳瑞泰、王查某、戴良慶、莊南等人速組重建委員會，鳩資重建建於原岡山神社。廟方移往現址時，將原棄置在舊廟址的阿公店公斗，和乾隆年間（1776年）的築岸序石碑置放在廟內小花園裡，後將這兩件岡山歷史文物豎立在廟埕一隅。也保留神社的狛犬及大、小神轎。

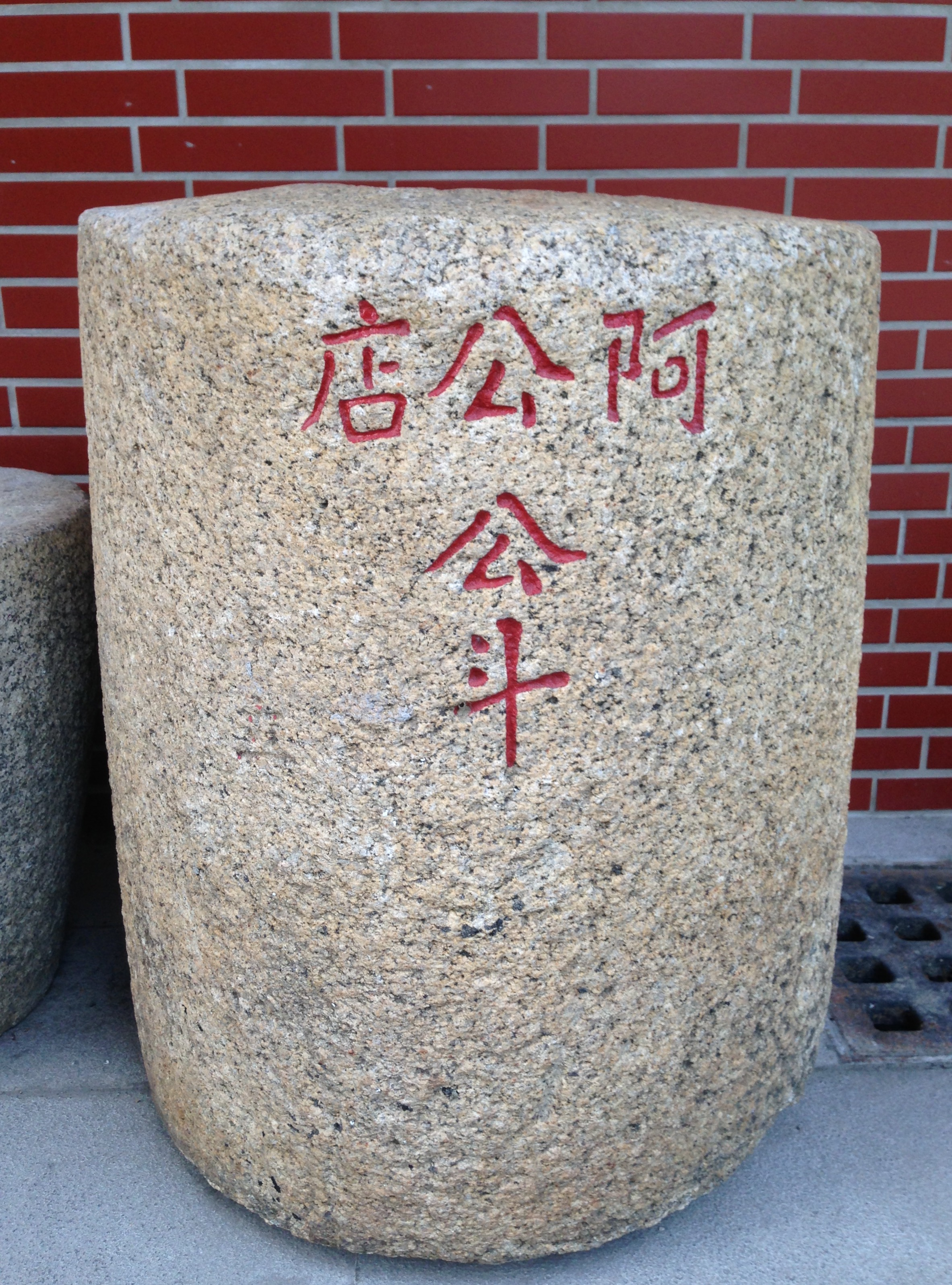
阿公店公斗
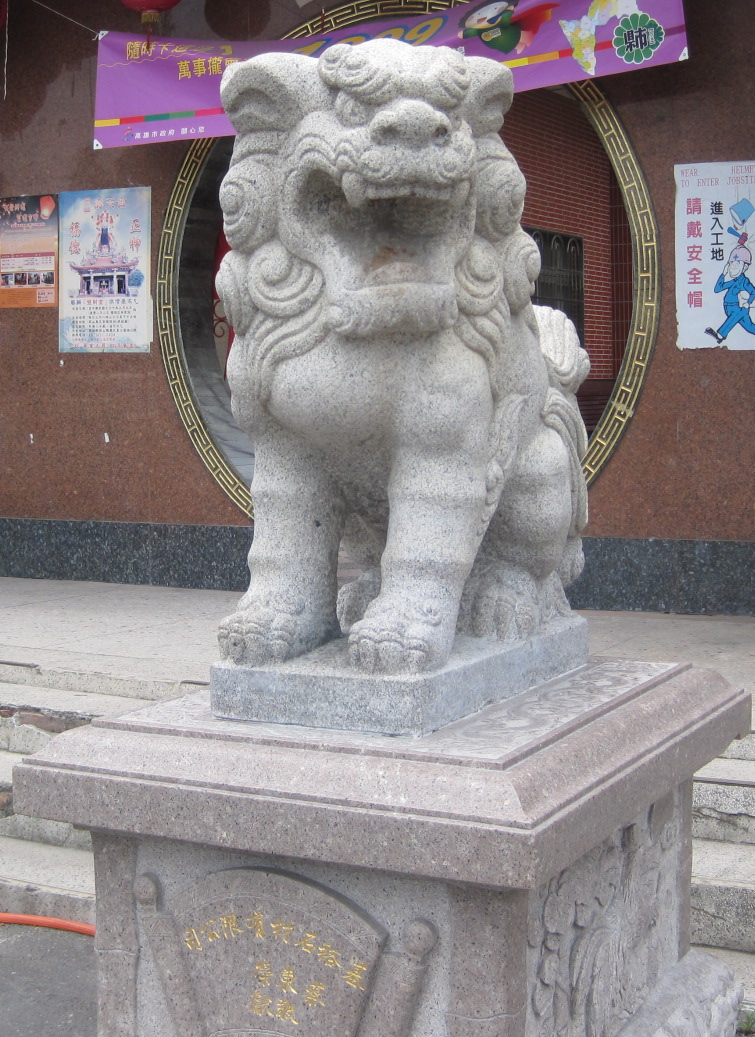
原岡山神社狛犬
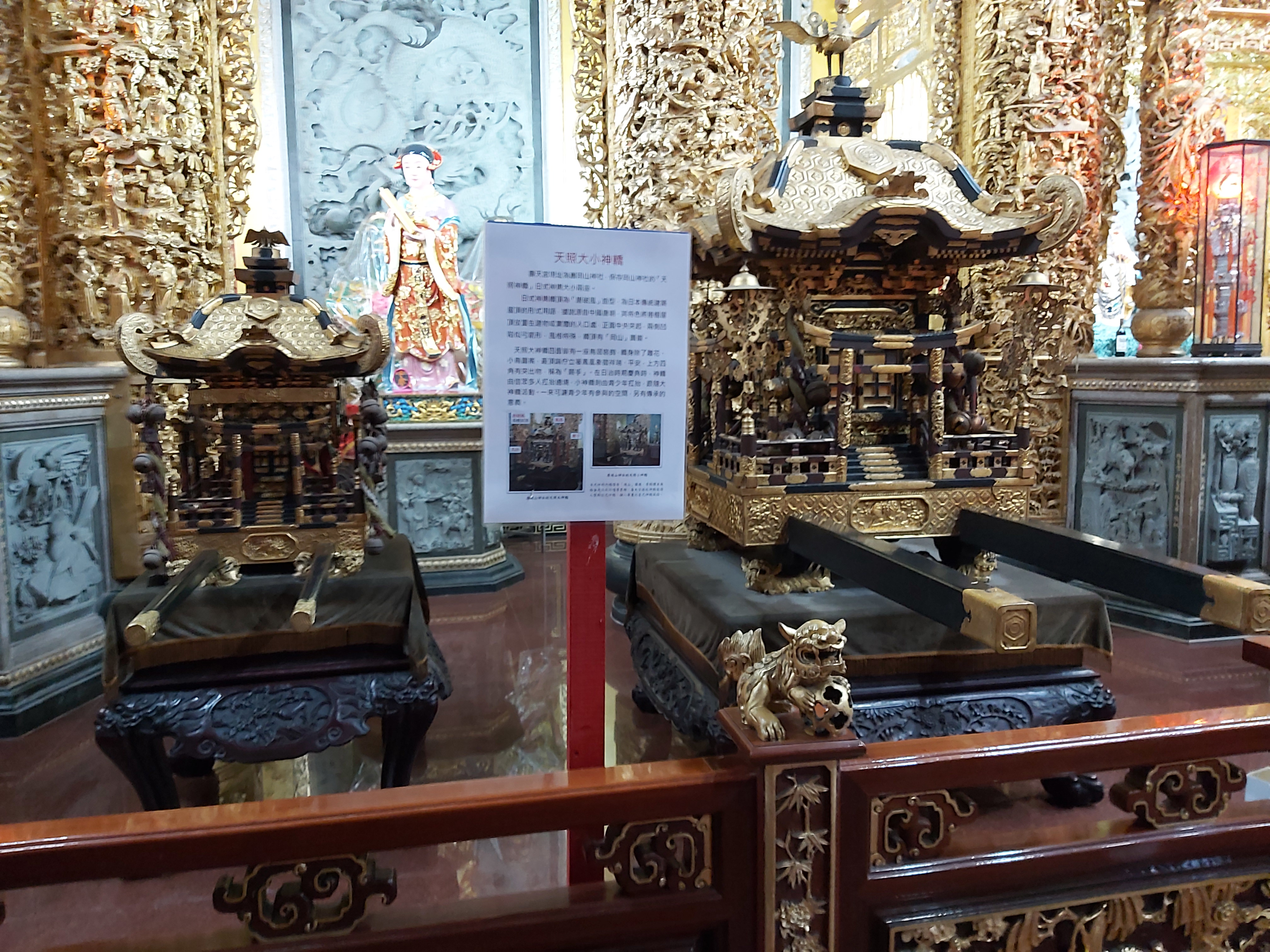
天照大、小神轎

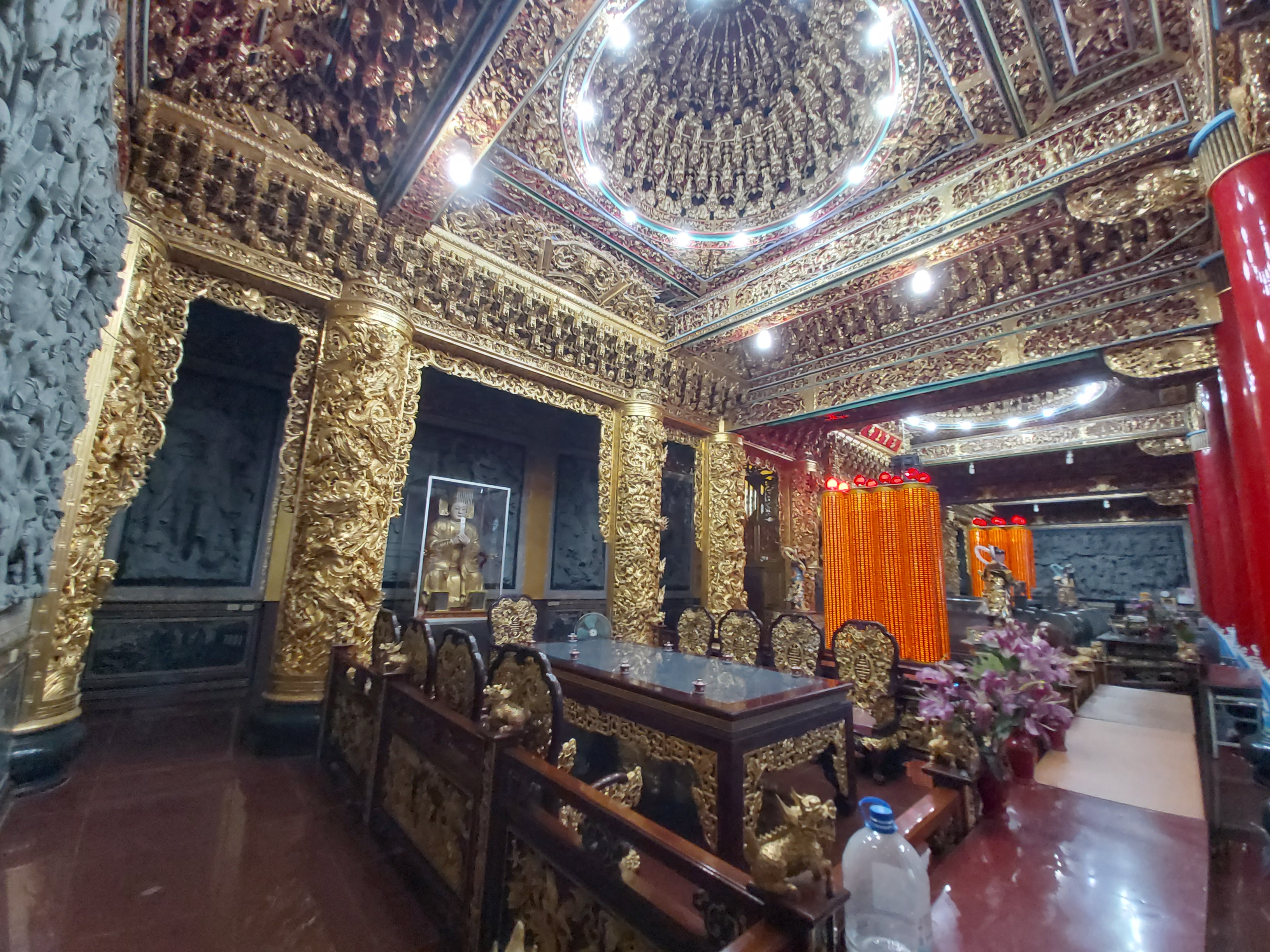
玉皇殿虎邊室內

1993年重建玉皇殿及重修觀音殿。此廟外觀採華南式廟貌，三層漸高回字形，宮殿造型則採取艋舺龍山寺的建築特色。聖母殿前龍柱由觀音山石雕而成。廟前經高雄市政府規畫公園改造後，遠處即可眺望此廟。
2008年5月31日，重建的觀音殿舉行安座落成大典。

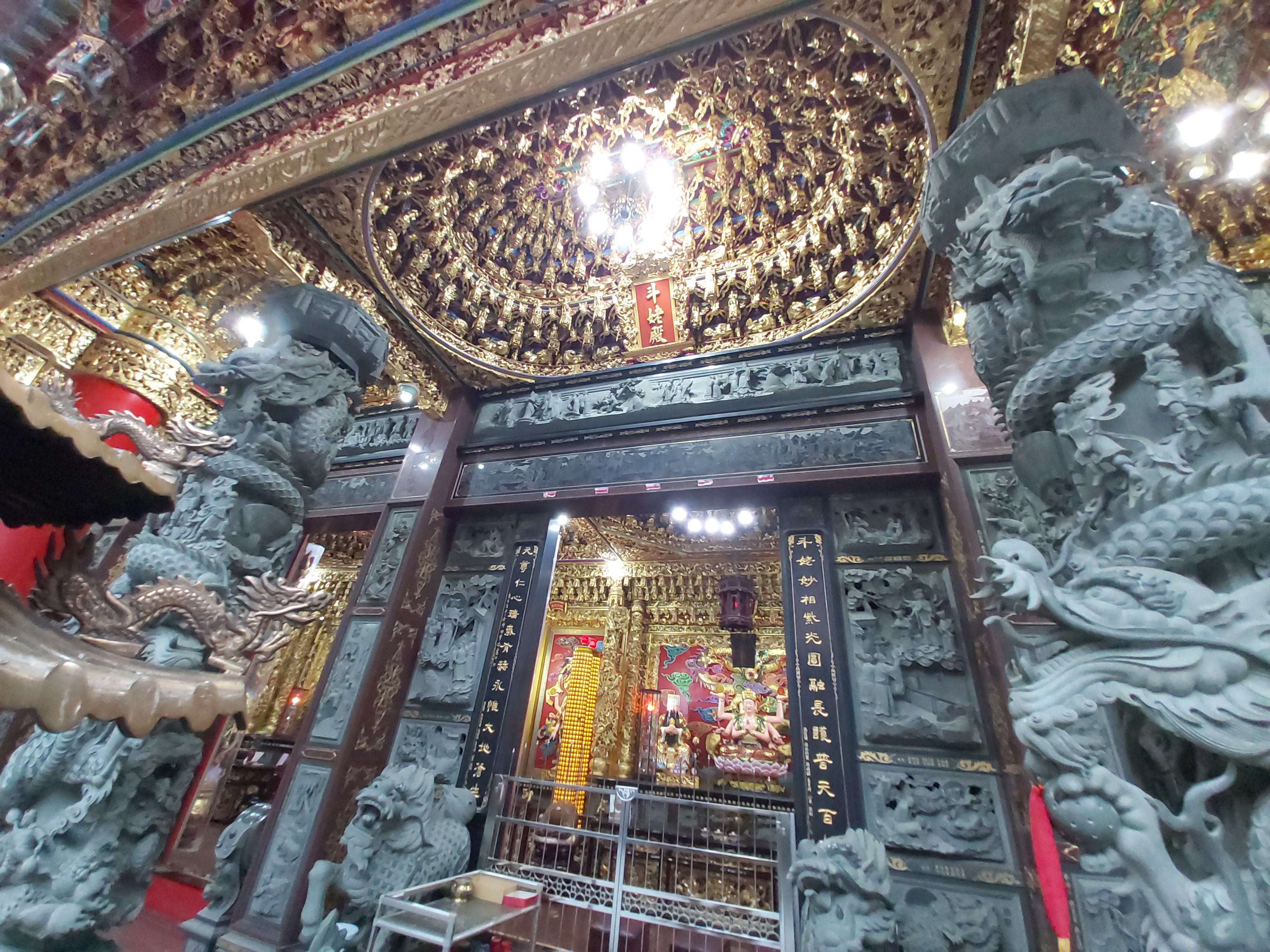
斗姥殿
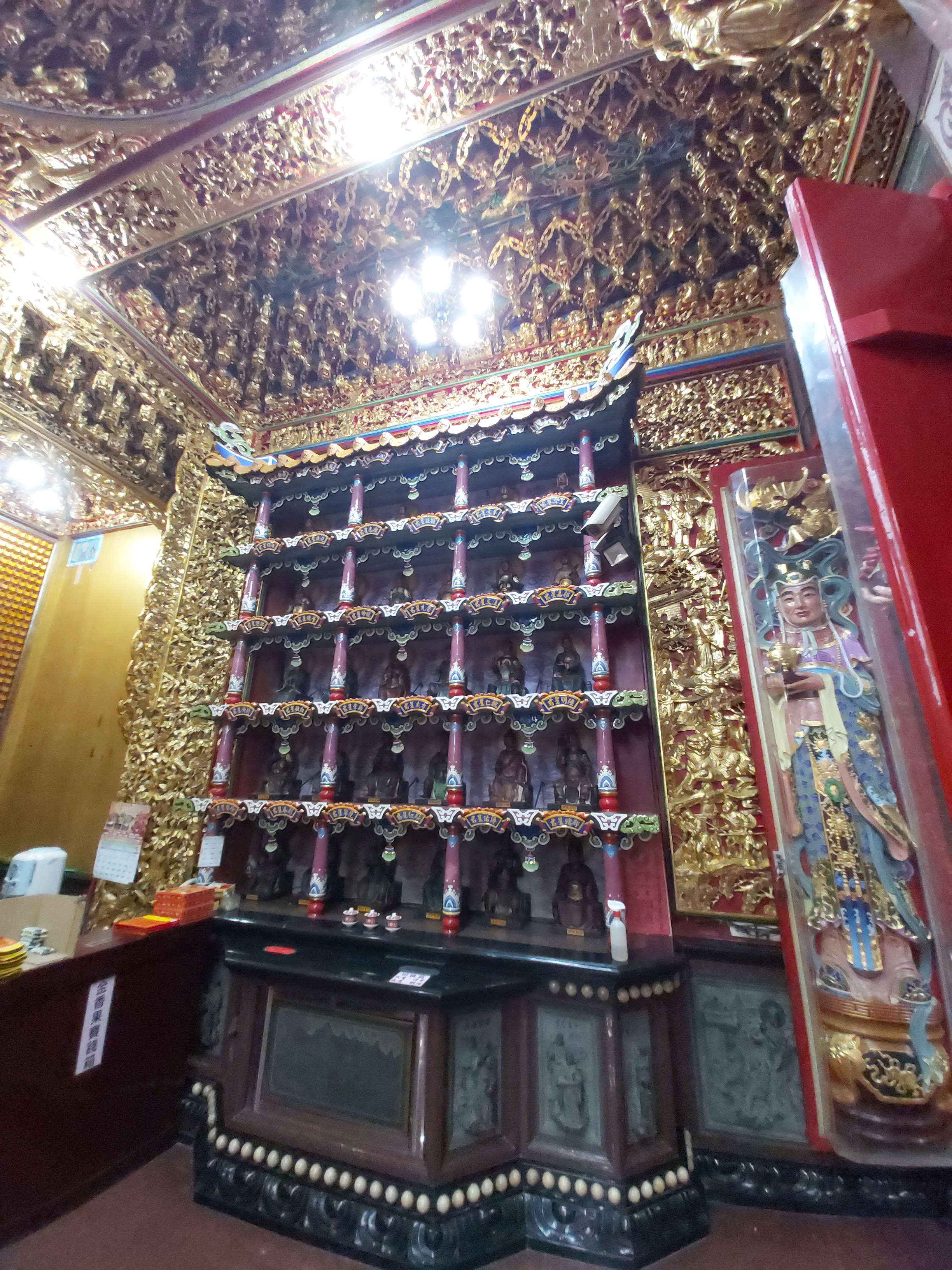
太歲神龕
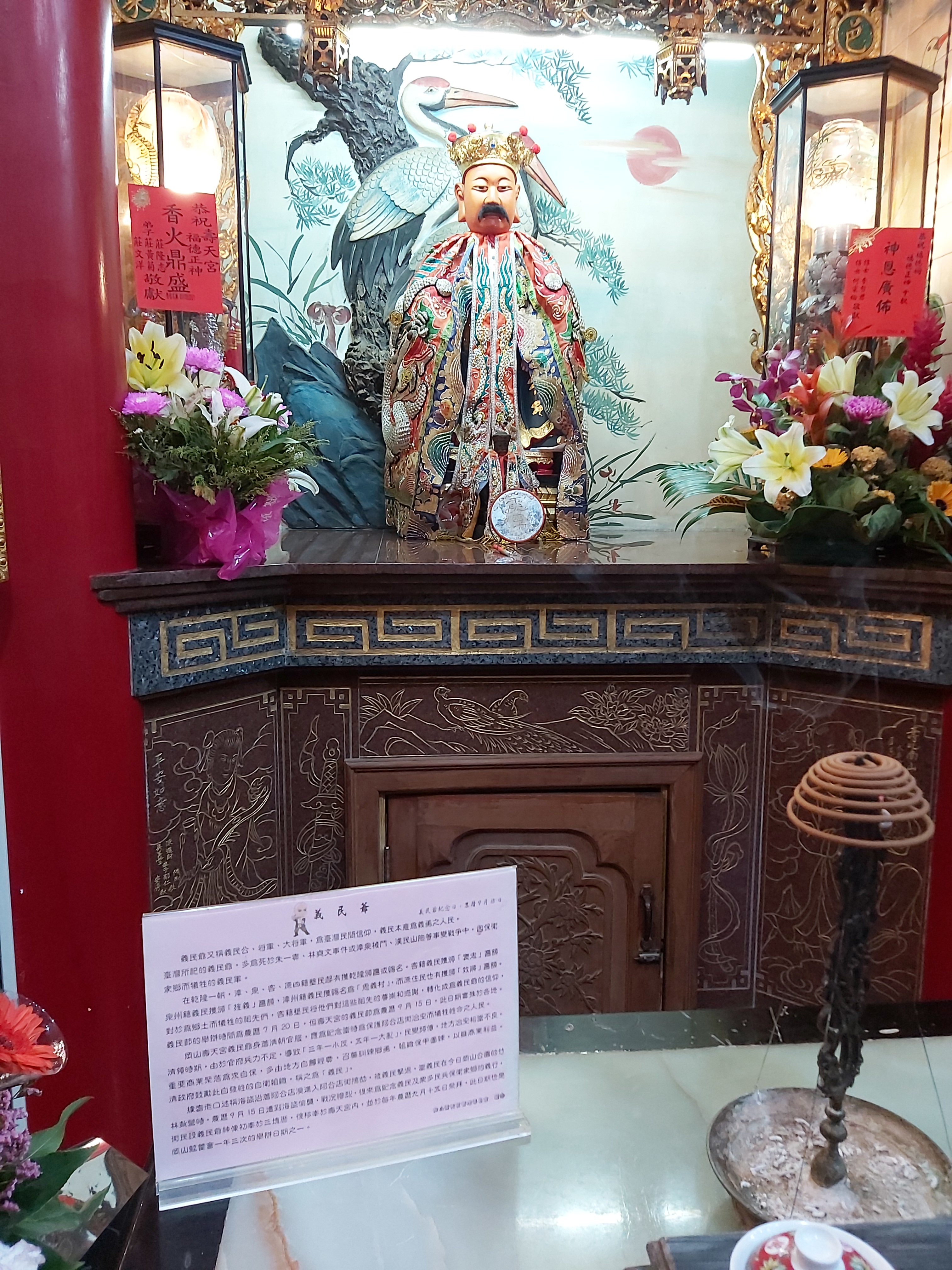
義民爺

## 祭祀活動
主祀的媽祖係自大天后宮分香。大港埔鼓壽宮信徒徒步前往大天后宮會香時，會先來壽天宮。其他廟殿供奉玉皇大帝、觀音菩薩、福德正神。
此廟在清代為附近十三庄的信仰中心。日治時為岡山街三保內的公廟。戰後，祭祀範圍轄唯仁里、岡山里、壽天里、平安里。高雄市屬於街廟的媽祖廟有此廟與旗山天后宮兩座。
2000年，佛光山岡山講堂原地重建，監寺妙進法師首次拜訪壽天宮商借前廣場烹煮臘八粥供眾，此後兩宗教團體常活動交流。
2015年，廟方為了舉辦媽祖文化節，委請高雄師範大學美術系教授李億勳、林維俞，以岡山特產的螺絲來製作1尊以25000個螺絲墊片、3000個螺絲打造、造價150萬、2公尺高、重500公斤的「螺絲媽祖」，資金由慶圖金屬公司董事長鄭英進贊助。

## 外部連結
- 岡山壽天宮的Facebook專頁
- 官方网站